# Windsurf World Cup 2015
Der Windsurf World Cup 2015 begann mit dem Freestyle World Cup in Leucate (Frankreich) am 20. April 2015 und endete mit dem Slalom World Cup in Nouméa auf Neukaledonien am 29. November 2015.

## World-Cup-Wertungen

### Wave
| Rang | Name                   | Land                   | Punkte |
| ---- | ---------------------- | ---------------------- | ------ |
| 01   | Philip Köster          | Deutschland            | 6234 * |
| 02   | Víctor Fernández López | Spanien                | 6234   |
| 03   | Jaeger Stone           | Australien             | 6003   |
| 04   | Thomas Traversa        | Frankreich             | 5855   |
| 05   | Ricardo Campello       | Venezuela              | 5789   |
| 06   | Alex Mussolini         | Spanien                | 5789   |
| 07   | Marcilio Browne        | Brasilien              | 5740   |
| 08   | Robby Swift            | Vereinigtes Königreich | 5509   |
| 09   | Daniel Bruch           | Deutschland            | 5443   |
| 10   | Klaas Voget            | Deutschland            | 5311   |

| Rang | Name                 | Land        | Punkte |
| ---- | -------------------- | ----------- | ------ |
| 01   | Iballa Ruano Moreno  | Spanien     | 6234   |
| 02   | Daida Ruano Moreno   | Spanien     | 5954   |
| 03   | Sarah-Quita Offringa | Aruba       | 5937   |
| 04   | Amanda Beenen        | Niederlande | 5822   |
| 05   | Ingrid Larouche      | Kanada      | 5668   |
| 06   | Alice Arukti         | Frankreich  | 5526   |
| 07   | Waka Nishida         | Japan       | 5229   |
| 08   | Steffi Wahl          | Deutschland | 3969   |
| 09   | Justyna Sniady       | Polen       | 3772   |
| 10   | Caterina Stenta      | Italien     | 3772   |

### Freestyle
| Rang | Name                 | Land        | Punkte |
| ---- | -------------------- | ----------- | ------ |
| 01   | Dieter van der Eyken | Belgien     | 4101 * |
| 02   | Kiri Thode           | Bonaire     | 4101   |
| 03   | Amado Vrieswijk      | Bonaire     | 3969   |
| 04   | Nicolas Aligazciyan  | Frankreich  | 3821   |
| 05   | Antony Ruenes        | Frankreich  | 3821   |
| 06   | Elton Frans          | Bonaire     | 3755   |
| 07   | Davy Scheffers       | Niederlande | 3755   |
| 08   | Gollito Estredo      | Venezuela   | 3705   |
| 09   | Everon Frans         | Bonaire     | 3623   |
| 10   | Philip Soltysiak     | Kanada      | 3557   |

| Rang | Name                      | Land        | Punkte |
| ---- | ------------------------- | ----------- | ------ |
| 01   | Sarah-Quita Offringa      | Aruba       | 2100   |
| 02   | Oda Johanne Brødholt      | Norwegen    | 2067   |
| 03   | Maaike Huvermann          | Niederlande | 2034   |
| 04   | Yolanda Freites de Brendt | Venezuela   | 1886   |
| 05   | Arrianne Aukes            | Niederlande | 2001   |
| 06   | Maxime van Gent           | Bonaire     | 1968   |
| 07   | Birgit Rieger             | Österreich  | 1886   |
| 08   | Eva Chiochetti            | Italien     | 1886   |
| 09   | Carina Staltner           | Österreich  | 1787   |
| 10   | Jazzy Zwerus              | Niederlande | 1787   |
| 10   | Lene Kyte                 | Norwegen    | 1787   |

### Slalom
| Rang | Name              | Land                   | Punkte  |
| ---- | ----------------- | ---------------------- | ------- |
| 01   | Antoine Albeau    | Frankreich             | 10269 * |
| 02   | Pierre Mortefon   | Frankreich             | 10269   |
| 03   | Matteo Iachino    | Italien                | 10203   |
| 04   | Ross Williams     | Vereinigtes Königreich | 9840    |
| 05   | Cedric Bordes     | Frankreich             | 9444    |
| 06   | Elton Frans       | Bonaire                | 9411    |
| 07   | Julien Quentel    | Saint-Martin           | 9015    |
| 08   | Steve Allen       | Australien             | 8982    |
| 08   | Cyril Moussilmani | Frankreich             | 8982    |
| 10   | Antoine Questel   | Frankreich             | 8940    |

| Rang | Name                 | Land       | Punkte |
| ---- | -------------------- | ---------- | ------ |
| 01   | Sarah-Quita Offringa | Aruba      | 6267   |
| 02   | Delphine Cousin      | Frankreich | 6102   |
| 03   | Lena Erdil           | Türkei     | 6036   |
| 04   | Fuly Ünlü            | Türkei     | 5970   |
| 05   | Marion Mortefon      | Frankreich | 5937   |
| 06   | Çağla Kubat          | Türkei     | 5937   |
| 07   | Ayuka Suzuki         | Japan      | 5541   |
| 08   | Maria Andrés         | Spanien    | 5475   |
| 09   | Marion Dusort        | Frankreich | 5475   |
| 10   | Mio Anayama          | Japan      | 5277   |

## Podestplatzierungen Männer

### Wave
| Datum               | Ort            | 1. Platz                      | 2. Platz                      | 3. Platz                      |
| ------------------- | -------------- | ----------------------------- | ----------------------------- | ----------------------------- |
| 12.07. – 18.07.2015 | Pozo Izquierdo | Philip Köster                 | Víctor Fernández López        | Alex Mussolini                |
| 03.08. – 09.08.2015 | El Médano      | Víctor Fernández López        | Jaeger Stone                  | Philip Köster                 |
| 14.09. – 20.09.2015 | Klitmøller     | Philip Köster                 | Víctor Fernández López        | Marcilio Browne               |
| 25.09. – 04.10.2015 | Sylt           | Wegen zu wenig Wind abgesagt. | Wegen zu wenig Wind abgesagt. | Wegen zu wenig Wind abgesagt. |
| 16.10. – 22.10.2015 | Crozon Morgat  | Wegen zu wenig Wind abgesagt. | Wegen zu wenig Wind abgesagt. | Wegen zu wenig Wind abgesagt. |
| 28.10. – 10.11.2015 | Maui           | Morgan Noireaux               | Kauli Seadi                   | Levi Siver                    |

### Freestyle
| Datum               | Ort         | 1. Platz                      | 2. Platz                      | 3. Platz                      |
| ------------------- | ----------- | ----------------------------- | ----------------------------- | ----------------------------- |
| 20.04. – 25.04.2015 | Leucate     | Steven van Broeckhoven        | Gollito Estredo               | Kiri Thode                    |
| 29.04. – 03.05.2015 | Podersdorf  | Wegen zu wenig Wind abgesagt. | Wegen zu wenig Wind abgesagt. | Wegen zu wenig Wind abgesagt. |
| 24.07. – 02.08.2015 | Costa Calma | Dieter van der Eyken          | Kiri Thode                    | Nicolas Akgazciyan            |
| 25.09. – 04.10.2015 | Sylt        | Wegen zu wenig Wind abgesagt. | Wegen zu wenig Wind abgesagt. | Wegen zu wenig Wind abgesagt. |

### Slalom
| Datum               | Ort                | 1. Platz        | 2. Platz        | 3. Platz          |
| ------------------- | ------------------ | --------------- | --------------- | ----------------- |
| 01.05. – 06.05.2015 | Ulsan              | Antoine Albeau  | Pierre Mortefon | Josh Angulo       |
| 09.06. – 14.06.2015 | Sant Pere Pescador | Matteo Iachino  | Ross Williams   | Antoine Albeau    |
| 24.07. – 02.08.2015 | Costa Calma        | Antoine Albeau  | Matteo Iachino  | Ross Williams     |
| 17.08. – 22.08.2015 | Alaçatı            | Pierre Mortefon | Malte Reuscher  | Matteo Iachino    |
| 25.09. – 04.10.2015 | Sylt               | Matteo Iachino  | Cedric Bordes   | Antoine Albeau    |
| 24.11. – 29.11.2015 | Nouméa             | Pierre Mortefon | Elton Frans     | Cyril Moussilmani |

## Podestplatzierungen Frauen

### Wave
| Datum               | Ort            | 1. Platz                      | 2. Platz                      | 3. Platz                      |
| ------------------- | -------------- | ----------------------------- | ----------------------------- | ----------------------------- |
| 12.07. – 18.07.2015 | Pozo Izquierdo | Daida Ruano Moreno            | Iballa Ruano Moreno           | Sarah-Quita Offringa          |
| 03.08. – 09.08.2015 | El Médano      | Daida Ruano Moreno            | Iballa Ruano Moreno           | Amanda Beenen                 |
| 25.09. – 04.10.2015 | Sylt           | Wegen zu wenig Wind abgesagt. | Wegen zu wenig Wind abgesagt. | Wegen zu wenig Wind abgesagt. |
| 16.10. – 22.10.2015 | Crozon Morgat  | Wegen zu wenig Wind abgesagt. | Wegen zu wenig Wind abgesagt. | Wegen zu wenig Wind abgesagt. |
| 28.10. – 10.11.2015 | Maui           | Iballa Ruano Moreno           | Fiona Wylde                   | Ingrid Larouche               |

### Freestyle
| Datum               | Ort         | 1. Platz             | 2. Platz             | 3. Platz         |
| ------------------- | ----------- | -------------------- | -------------------- | ---------------- |
| 24.07. – 02.08.2015 | Costa Calma | Sarah-Quita Offringa | Oda Johanne Brødholt | Maaike Huvermann |

### Slalom
| Datum               | Ort     | 1. Platz             | 2. Platz             | 3. Platz    |
| ------------------- | ------- | -------------------- | -------------------- | ----------- |
| 01.05. – 06.05.2015 | Ulsan   | Sarah-Quita Offringa | Lena Erdil           | Fulya Ünlü  |
| 17.08. – 22.08.2015 | Alaçatı | Sarah-Quita Offringa | Marion Mortefon      | Çağla Kubat |
| 24.11. – 29.11.2015 | Nouméa  | Delphine Cousin      | Sarah-Quita Offringa | Lena Erdil  |

## Nationencup
| Rang | Land                   | Punkte |
| ---- | ---------------------- | ------ |
| 01   | Frankreich             | 8,7    |
| 02   | Aruba                  | 18     |
| 03   | Deutschland            | 23     |
| 04   | Niederlande            | 27     |
| 05   | Vereinigtes Königreich | 28     |

## Konstrukteurscup
| Rang | Firma        | Punkte |
| ---- | ------------ | ------ |
| 01   | Starboard    | 3,4    |
| 02   | Fanatic      | 7,7    |
| 03   | JP Australia | 10     |
| 04   | Tabou        | 11     |
| 05   | Patrick      | 17     |
| 05   | RRD          | 17     |

| Rang | Firma       | Punkte |
| ---- | ----------- | ------ |
| 01   | Severne     | 5,4    |
| 02   | North Sails | 6,3    |
| 03   | Neil Pryde  | 9      |
| 04   | Gaastra     | 12     |
| 05   | Point-7     | 15     |

| Rang | Firma       | Punkte |
| ---- | ----------- | ------ |
| 01   | Severne     | 5,4    |
| 02   | North Sails | 6,3    |
| 03   | Neil Pryde  | 9      |
| 04   | Gaastra     | 12     |
| 05   | Point-7     | 15     |